# 李浩培
李浩培（1906年7月6日—1997年11月6日），男，上海人，中国国际法学家。国际法研究院院士。

## 生平
1906年7月6日，生于上海，幼年入私塾开蒙熟读四书五经。1919年起先后在上海商业学校、昌世中学、承天中学学习，并于1925年進入东吴大学法科半工半讀。1928年畢業並考取律師資格，開始執業。1935年，考取庚款留英，赴伦敦经济政治学院研究国际公法、国际私法及比较民法。1939年，學業因二次大戰中斷，回国后接到时任武汉大学法学院院长周鲠生的邀请，到已迁到四川乐山的武汉大学法律系任教。1941年被任命为法律系主任。1947年10月，应浙江大学竺可桢的邀请，到浙江大学教授兼法学院院长，筹建法学院。
中华人民共和国成立后，先后担任中央人民政府法制委员会和国务院法制局委员、国际关系研究所研究员、外交部顾问、北京大学兼职教授、中国社会科学院兼职研究员、中国国际海事仲裁委员会副主任、中国法学会理事等职。1993年，李浩培作为世界知名的国际法专家，被选任为南斯拉夫特设国际法庭法官。1995年任卢旺达国际法庭上诉法官。1997年10月，李浩培先生因工作过度劳累，且年事已高，患病住院就医，不幸因意外情况于11月6日逝世。

### 死亡
1997年11月6日，在荷兰海牙一名女护士Lucia de Berk被控告杀害中国法学泰斗李浩培。该护士2001年被荷兰警方逮捕，2003年被判处终身监禁，她不服上诉。2006年阿姆斯特丹高院维持原判将她关押进监狱。2007年案件发生重大逆转，哲学学者Ton Derksen挺身而出拿出材料呼吁检察院重审此案。2010年护士被无罪释放。

## 著作
主要著作有《国际私法总论》、《国籍问题的比较研究》及《条约法概论》等书。主要译作有《国际法》、《德意志民主共和国刑法典》、《美国刑法的反动本质》及与他人合译《法国民法典》、《拿破仑民法典》等。其主要著作都收录于《李浩培文选》一书中。
李浩培主张采用比较方法研究法学，国际私法应有以研究冲突法为主要内容的特定范围，并肯定一般法律原则是国际法的渊源之一。